# Joseph Walter (chanoine)
Pour les articles homonymes, voir Joseph Walter et Walter.
Le chanoine Joseph Walter (ou Marie Georges Joseph Walter), né le 18 mai 1881 à Marckolsheim (Bas-Rhin) et mort le 8 septembre 1952 à Sélestat, est un prêtre et érudit français. Spécialiste d'histoire de l'art, il fut bibliothécaire-archiviste de la ville de Sélestat (Bas-Rhin) de 1919 à 1950.

## Biographie
Fils de meunier, il effectue sa scolarité successivement au collège Saint-Joseph de Matzenheim, au collège épiscopal Saint-Étienne de Strasbourg et au collège Koeberlé de Sélestat. En 1903 il entre au Grand Séminaire de Strasbourg et étudie la théologie à l'université. Il est ordonné prêtre en 1908, nommé vicaire à Schnersheim(1908-1911), puis à Saverne (1911-1919).
En parallèle il suit les cours de Georg Dehio à l'école des beaux-arts de Strasbourg, où il enseigne lui-même. À l'université, il continue à se former à l'archéologie antique et à l'histoire de l'art.
De 1919 à 1950 il est bibliothécaire-archiviste de la ville de Sélestat.
Il exerce de multiples responsabilités, notamment président de la Société des Amis de la cathédrale de Strasbourg, membre fondateur puis président de la Société sélestadienne des lettres, sciences et arts, vice-président de la Société pour la conservation des monuments historiques d'Alsace. Il est également l'auteur de nombreuses publications sur l'art religieux.
Son œuvre maîtresse devait être l'édition du Hortus Deliciarum de l'abbesse Herrade de Landsberg –  dont l'original fut détruit lors de l'incendie de la bibliothèque de Strasbourg en 1870 – mais les 52 planches restituées et le texte d'accompagnement ne paraissent que quelques mois après son décès, en 1952.

## Distinctions
Par un décret du 5 août 1939, il est élevé au grade de chevalier de la Légion d'honneur.

## Sélection de publications
- La Merveille et le mystère du retable d'Issenheim du Maître Mathias Grünewald au Musée des Unterlinden à Colmar, Colmar, 1920
- Catalogue général de la Bibliothèque municipale. Première série : Les livres imprimés. Première partie : Les Alsatiques, Colmar, 1920
- Catalogue général de la Bibliothèque municipale. Deuxième partie : Les livres de 1600 à 1923, Colmar, 1923
- Catalogue général de la Bibliothèque municipale. Troisième partie : Incunables et imprimés du XVIe siècle, Colmar, 1929
- L'iconographie de la façade de la cathédrale de Strasbourg, Strasbourg, 1923
- Le pilier du jugement dit le pilier des anges de la cathédrale de Strasbourg, Strasbourg, 1925
- Aurait-on découvert des fragments de l'Hortus Deliciarum ? : à propos d'une récente acquisition du Musée britannique, Strasbourg, 1931
- La Cathédrale de Strasbourg, Paris, 1933
- Pour visiter Sélestat et ses environs : vallée de Sainte-Marie-aux-Mines : val de Villé : guide illustré, Colmar, 1947

### Archives
- « Documents divers et photos d'Étienne Fels et de Joseph Walter (Chanoine) » (Manuscrits de la Bibliothèque nationale et universitaire de Strasbourg, Calames), .